# NGC 566
NGC 566 est une galaxie lenticulaire située dans la constellation des Poissons. NGC 566 a été découverte par l'astronome britannique John Herschel en 1827.

## Caractéristiques
Sa vitesse par rapport au fond diffus cosmologique est de 5 118 ± 37 km/s, ce qui correspond à une distance de Hubble de 75,5 ± 5,3 Mpc (∼246 millions d'al).
À ce jour, une mesure non basée sur le décalage vers le rouge (redshift) donne une distance d'environ 68,400 Mpc (∼223 millions d'al). Cette valeur est légèrement à l'extérieur des valeurs de la distance de Hubble. Notons que c'est avec la valeur moyenne des mesures indépendantes, lorsqu'elles existent, que la base de données NASA/IPAC calcule le diamètre d'une galaxie et qu'en conséquence le diamètre de NGC 566 pourrait être d'environ 34,8 kpc (∼114 000 al) si on utilisait la distance de Hubble pour le calculer.